# E62号線
E62号線（E62ごうせん、英: European route E62）はフランスのナントからスイスを経由し、イタリアのジェノヴァを結ぶ、欧州自動車道路のAクラス幹線道路。

## 経路

### 経過する主要都市
- フランス
  - ナント
  - ポワチエ
  - マコン
- スイス
  - ジュネーヴ
  - ローザンヌ
  - マルティニー
  - シオン
  - シンプロン峠（英語版）
- イタリア
  - グラヴェッローナ・トーチェ
  - ミラノ
  - トルトーナ
  - ジェノヴァ